# Solomys salebrosus
Espèce
Statut de conservation UICN

 EN A4c : En danger
Solomys salebrosus est une espèce de rongeur de la famille des Muridae, du genre Solomys.

## Taxonomie
L'espèce est décrite pour la première fois par le zoologiste australien Ellis Le Geyt Troughton en 1936.

## Distribution et habitat
L'espèce se rencontre sur les îles de Bougainville en Papouasie-Nouvelle-Guinée et Choiseul aux Salomon. Des fossiles de l'espèce ont également été collectés sur l'île de Buka en Papouasie-Nouvelle-Guinée.

## Menaces
L'Union internationale pour la conservation de la nature la distingue comme espèce « en danger » (EN) sur sa liste rouge.